# Samuel Landry
Samuel Landry est artiste multidisciplinaire. Il s'agit d'une personne queer, d'origine acadienne et ayant grandi à Dieppe au Nouveau-Brunswick, qui utilise le pronom « iel ».

## Biographie
Samuel Landry a grandi à Dieppe et a une formation en arts dramatiques. Ses intérêts sont variés, allant de la danse aux arts visuels, en passant par la musique et le jeu. Samuel monte sur les scènes en 2018. C'est surtout à travers l'art de la drag que Samuel Landry se fait connaître, d'abord avec le personnage de Mona Noose, puis plus tard avec le personnage de Sami Landri. Samuel a d'ailleurs co-fondé le collectif de drag queens acadiennes Haus of Ménage, démarré au printemps 2019 avec Tommy Desrosiers, Nick Després et Xavier Gould. Les artistes comblent un manque en produisant des spectacles de drag queens acadiennes s'exprimant en français et en chiac. Mona Noose remporte en 2020 le titre d'Acadian Queen lors de l'événement First Ever Drag Ball acadien organisé par le collectif. Le collectif fait des tournées dans les villages du Nouveau-Brunswick, et ce sont bien souvent les premiers spectacles de drag queens qui y ont lieu.
Samuel Landry est en couple avec Xavier Gould, partenaire de vie et partenaire artistique. Les deux artistes ont fait plusieurs projets ensemble à travers les années. En 2020, Samuel et Xavier font une résidence artistique à la Galerie Louise-et-Reuben-Cohen à Moncton, qui se concentre autour de l'art de la performance et qui explore les identités queer et acadiennes qui définissent les deux artistes. Xavier Gould a entre autres réalisé en 2021 le film Mona, dont Samuel est la vedette, et qui a remporté le prix de la Vague du meilleur court métrage acadien au Festival international du cinéma francophone en Acadie,. C'est aussi en 2021 que le couple déménage à Montréal pour y poursuivre de nouveaux projets.
Le personnage de drag queen Sami Landri devient viral sur les réseaux sociaux et propulse le succès de Samuel Landry. Certaines vidéos de Sami Landri récoltent des millions de visionnement, et procurent au compte Tiktok de Sami des centaines de milliers d'abonnés. Ce personnage est "un alter ego trashy sorti des années 2000 — jeans taille basse, crop top, forte poitrine et bouche rose entourée au crayon noir", avec un "humour épicé". Sami Landri est une drag queen qui s'exprime en chiac, dialecte acadien du sud-est du Nouveau-Brunswick, une fierté pour Samuel, qui veut faire rayonner le chiac et l'Acadie, parties intégrantes de son identité, et probablement une des clés de son succès.
Le 16 mars 2023, Sami Landri fait une apparition dans l'émission Infoman. La drag queen participe aussi à des spectacles de drag à Montréal, ailleurs au Québec, en Acadie, en Ontario et en Europe.
Par ailleurs, Samuel projette de faire de la musique en chiac. Une première chanson intitulée Mon sac TBK est sortie à l'automne 2022. Tout en dénonçant l'homophobie, c'est une chanson légère et amusante qui traite d'un accessoire essentiel de drag queen: la sacoche. Un album de chansons est à venir en 2023.

## Œuvres

### Personnages récurrents
- Mona Noose[2]
- Sami Landri[4]

### Cinéma

#### Courts métrages
- 2018 : Clay, de Xavier Gould
- 2019 : Posy, de Xavier Gould
- 2021 : Mona, de Xavier Gould[6]